# 増田新七
増田 新七（增田 新七、ますだ しんしち、1874年（明治7年）5月21日 - 没年不明）は、日本の商人（呉服商）、政治家、実業家、栃木県多額納税者。黒羽商業銀行、那須商業銀行各頭取。東野鉄道、下毛貯蓄銀行各取締役。下野印刷監査役。黒羽町会議員。族籍は栃木県平民。

## 人物
栃木県人・先代新七の長男。1917年、家督を相続し、前名岸太郎を改め襲名する。呉服商を営み、傍ら銀行会社の重役として知られる。趣味は読書、囲碁。宗教は曹洞宗。住所は栃木県那須郡黒羽町（現・大田原市）。

## 家族・親族
増田家
- 父・新七[4][5]
- 妻・タケ（1891年 - ?、栃木士族、岡田政之の長女）[1][2][3]
- 長男・太郎（1904年 - ?、第一相互生命保険会社員）[1]
- 二男・寿郎（壽郎[5]、1907年 - 2002年、朝日新聞社常務取締役[6]）
- 三男・正三（1913年 - 2009年、京都大学名誉教授）[7][8]
- 娘[5]